# Леннон, Брукс
Брукс Хауард Леннон (англ. Brooks Howard Lennon; род. 22 сентября 1997, Парадайс-Валли, США) — американский футболист, атакующий полузащитник клуба MLS «Атланта Юнайтед».

## Клубная карьера
Леннон — воспитанник клуба «Реал Солт-Лейк». В 2015 году Брукс перешёл в академию английского «Ливерпуля» и некоторое время выступал за молодёжный состав клуба. В феврале 2017 года он на правах аренды вернулся в «Реал Солт-Лейк». 18 марта в матче против «Лос-Анджелес Гэлакси» Брукс дебютировал в MLS. 15 апреля в поединке против «Колорадо Рэпидз» он забил свой первый гол за «Реал Солт-Лейк». 20 декабря 2017 года Леннон перешёл в «Реал Солт-Лейк» на постоянной основе.
2 декабря 2019 года Леннон был куплен «Атлантой Юнайтед» за $150 тыс. общих и $150 тыс. целевых распределительных средств. 17 декабря игрок подписал с клубом многолетний контракт до конца 2023 года. За «Атланту Юнайтед» он дебютировал 18 февраля в первом матче 1/8 финала Лиги чемпионов КОНКАКАФ 2020 против гондурасской «Мотагуа». 29 августа в матче против «Орландо Сити» он забил свой первый гол за «Атланту Юнайтед».

## Международная карьера
В 2017 году Леннон в составе молодёжной сборной США выиграл молодёжный чемпионат КОНКАКАФ в Коста-Рике. На турнире он сыграл в матчах против команд Панамы, Гаити, Сент-Китса и Невиса, Мексики, Сальвадора и Гондураса. В поединке против гаитян Брукс сделал хет-трик, а также забил мяч в поединке против Сент-Китса и Невиса.
В том же году Леннон принял участие в молодёжном чемпионате мира в Южной Корее. На турнире он сыграл в матчах против команд Эквадора, Сенегала, Саудовской Аравии, Новой Зеландии и Венесуэлы. В поединках против саудовцев и новозеландцев Брукс забил по голу.
За сборную США Леннон дебютировал 18 декабря 2021 года в товарищеском матче со сборной Боснии и Герцеговины.

## Достижения
Международные
 США (до 20)
- Чемпионат КОНКАКАФ среди молодёжных команд — 2017